# Die wilden Zwanziger
Die wilden Zwanziger ist ein US-amerikanischer Spielfilm aus dem Jahre 1939 mit James Cagney und Priscilla Lane in den Hauptrollen. Eine Nebenrolle wurde mit Humphrey Bogart besetzt. Regie führte Raoul Walsh.

## Handlung
Nach dem Ersten Weltkrieg kehren die amerikanischen Veteranen Lloyd Hart, George Hally und Eddie Bartlett, die sich in Frankreich im Schützengraben kennengelernt haben, in ihre Heimatstadt New York City zurück. Hart arbeitet als Rechtsanwalt, Eddie hingegen hat seinen alten Job als Mechaniker verloren. Er beginnt sich als Taxifahrer durchzuschlagen, ehe er – anfangs eher zufällig – in die Kriminalität gerät. Die Prohibition bietet ihm die Chance, als Schwarzbrenner zu Macht und Reichtum zu gelangen. Mit Durchsetzungskraft und Härte baut er sich eine Bande (getarnt als Taxiunternehmen) auf, deren Boss er ist. Auf diesem Weg begleiten ihn Hart als Rechtsberater und die Bardame Panama. Panama ist in Eddie verliebt, was dieser jedoch ignoriert.
Eddie verliebt sich in die junge Jean und fördert ihre Karriere als Sängerin. Diese tritt regelmäßig in einer Flüsterkneipe auf, die von Eddie mit Schnaps beliefert wird. Jean erwidert die Liebe jedoch nicht, sondern verliebt sich in Hart. Eddie befindet sich in Konkurrenz zum mächtigen Bootlegger Nick Brown und beschließt, eines seiner Schiffe auszurauben. Bei einem nächtlichen Überfall von Eddies Bande auf ein Schmugglerschiff trifft Eddie Hally wieder, der es ebenfalls durch Härte und Brutalität als Alkoholschmuggler weit gebracht hat. Die beiden arbeiten zusammen und bauen ihre kriminellen Geschäfte aus. 
Während eines nächtlichen Überfalls auf ein Alkohollager treffen Eddie und Hally ihren ehemaligen Vorgesetzten von der Front in Frankreich wieder, der als Wachmann arbeitet. Obwohl dieser bereits überwältigt am Boden liegt, ermordet Hally diesen, um sich an ihm zu rächen. Hart beendet die Zusammenarbeit mit den beiden und Hally droht ihm dessen Ermordung an, falls er aussagen sollte. Hart und Eddie beenden ihre Freundschaft, als Eddie begreift, dass Jean und Hart sich lieben. Hally mag es nicht, in Eddies Bande nur als zweiter Chef zu dienen, und spinnt erste Intrigen gegen Eddie. 
Mit dem Beginn der Wirtschaftskrise und dem bald folgenden Ende der Prohibition endet Eddies Karriere. Eddie hat sein Vermögen im Börsencrash verloren und ist gezwungen, seine Bande und sein Unternehmen unter ihrem Wert an Hally zu verkaufen. Später wird Eddie zu einer Gefängnisstrafe verurteilt und endet in den 1930er-Jahren als alkoholkranker Taxifahrer im Elend. 
Eddie trifft Jean durch Zufall wieder und fährt sie in seinem Taxi nachhause. Hart arbeitet mittlerweile als Staatsanwalt, ist mit Jean verheiratet und beide haben einen Sohn. Eddie sieht bei Jean das Leben, das er hätte haben können. Nachdem Eddie gefahren ist, wird Jean wenig später von Hally, der immer noch erfolgreich als Gangster tätig ist, bedroht, da Hart eine Anklage gegen Hally plant. Jean sucht den vollkommen betrunkenen Eddie auf und bittet diesen um Hilfe. Er scheint zunächst abzulehnen.
Am Silvesterabend besucht Eddie Hally und bittet diesen, Hart unversehrt zu lassen. Daraufhin beschließt Hally, Eddie zu ermorden. In einem gewaltsamen Showdown befreit sich Eddie jedoch, tötet Hally und einige seiner Leibwächter. Auf der Flucht erschießt einer der Leibwächter Eddie, welcher auf der Treppe einer Kirche in den Armen Panamas stirbt. Ein herbeigeeilter Polizist befragt Panama zu dem Toten. Auf die Frage, wer er war, antwortet sie: “He used to be a big shot” (deutsch: „Er war einmal wer“).

## Stilmittel
Zwischen die Handlung werden immer wieder Szenen eingeblendet, die wie Reportagen aus Wochenschauen wirken. Diese erklären die historischen Hintergründe der Handlung.
Die drei Hauptfiguren, Hart, Bartlett und Hally, die sich alle im Schützengraben kennenlernen, sollen die Facetten der Moral widerspiegeln. Während Hart einen edlen und Hally einen verdorbenen Charakter haben, ist Bartlett derjenige, der im Grunde seines Herzens gut ist, sich jedoch durch die Umstände genötigt sieht, ein Gangster zu werden.
In Martin Scorseses Eine Reise durch den amerikanischen Film (A Century Of Cinema – A Personal Journey With Martin Scorsese Through American Movies) wird Die wilden Zwanziger erwähnt. Vor allem die Schlussszene, die wie eine Pietà inszeniert sei, wurde besonders hervorgehoben.

## Musik
- I’m Just Wild About Harry (Eubie Blake / Noble Sissle), Priscilla Lane
- My Melancholy Baby (Ernie Burnett / George A. Norton), Priscilla Lane
- It Had to Be You (Isham Jones / Gus Kahn), Priscilla Lane
- In a Shanty in Old Shanty Town (Jack Little / John Siras / Joe Young), Gladys George
- Mademoiselle from Armentières (Traditional), gesungen von Soldaten
- Beside a Babbling Brook (Walter Donaldson / Gus Kahn)
- I’m Forever Blowing Bubbles (John W. Kellette)
- Swanee (George Gershwin)
- Carolina in the Morning (Walter Donaldson)
- Ain’t We Got Fun (Richard A. Whiting)
- The Japanese Sandman (Richard A. Whiting)
- Bye Bye Blackbird (Ray Henderson)
- Tip Toe Through the Tulips with Me (Joseph A. Burke)
- If I Could Be with You (James P. Johnson)
- Cryin' for the Carolines (Harry Warren)
- Smiles (Lee S. Roberts)
- Sweet Georgia Brown (Maceo Pinkard / Ben Bernie)
- Dancing with Tears in My Eyes (Joseph A. Burke)

## Kritiken
„Der semi-dokumentarisch aufgebaute Film, der vor allem die Prohibitionszeit und die Wirtschaftsdepression 1929 grell ausleuchtet, trägt Züge eines Gangsterfilms, ist aber mehr noch eine pessimistische sozialkritische Skizze. Vorzüglich Humphrey Bogart als scheiternder Einzelgänger.“

## DVD-Veröffentlichung
Der Film erschien am 25. Februar 2005 auf Warner Home Video. Die DVD enthält die englische Originalfassung sowie die deutsche und spanische Fassung. Zahlreiche Specials sind mit dabei: Eine Einleitung von Leonard Maltin, eine Original-Dokumentation Die wilden Zwanziger: Die Welt dreht sich weiter (u. a. mit Martin Scorsese), den USA-Kinotrailer, Ausschnitte aus der Wochenschau, sowie zwei Kurzfilme.